# Elbella hegesippe
Elbella hegesippe es una especie de mariposa de la familia Hesperiidae que fue descrita originalmente con el nombre de Sarbia hegesippe, por P. Mabille & E. Boullet, en 1908, a partir de ejemplares etiquetados como procedentes de Bolivia.

## Distribución
Elbella hegesippe tiene una distribución restringida a la región Neotropical y ha sido reportada en Brasil.

Plantas hospederas
No se conocen las plantas hospederas de E. hegesippe.